# I Rugrats
I Rugrats (Rugrats) è una serie televisiva animata statunitense del 1991, creata da Arlene Klasky, Gábor Csupó e Paul Germain.
La serie è stata trasmessa per la prima volta negli Stati Uniti su Nickelodeon dall'11 agosto 1991 al 1º agosto 2004, per un totale di 172 episodi (327 segmenti) ripartiti su nove stagioni. In Italia è stata trasmessa su Junior TV da marzo 1993 al 1998, su Italia 1 dal 28 novembre 1999 al 2001 (con un nuovo doppiaggio) e su Nickelodeon dal 1º novembre 2004 al 2005. Inoltre è stata replicata su RaiSat 2 dal febbraio 1999, su La7d dal 20 dicembre 2010 e su Nick Jr. dal novembre 2011.
Nel 2003 viene trasmesso I Rugrats da grandi (All Grown Up!), lo spin-off della serie originale che narra le vicende dei Rugrats che vanno a scuola.
Nel luglio 2016 è stato rivelato che Nickelodeon ha parlato con i creatori Klasky-Csupo e Paul Germain per fare un remake della serie. Il 16 luglio 2018 Nickelodeon annuncia un revival omonimo della serie, trasmesso nel 2021, e un film in live-action, quest'ultimo in seguito cancellato.

## Trama
La serie parla di un gruppo di lattanti che si lanciano in mille peripezie: si va da ritrovare casa partendo dai giardinetti pubblici dove sono stati lasciati dal nonno, alla ricerca del cane di famiglia, Spike. In ogni episodio la storia solitamente inizia e si conclude nel box pieno di giocattoli dove i Rugrats vengono messi dai genitori ad inizio episodio, in modo che non si allontanino. Parlano tra loro con un linguaggio che i grandi non riescono a capire, in cui spesso le parole sono storpiate.
Nella serie regnano sentimenti come l'amicizia e l'affetto, ma anche la cattiveria di cui i bambini possono essere inconsapevolmente responsabili. I padri dei bambini sono spesso in conflitto (anche se quasi sempre amichevole), dovuto a motivi futili: chi ha il prato più bello, o chi ha il figlio più intelligente. Sono famose le litigate tra Stu e Drew Pickles, che sono fratelli, e sono rispettivamente il padre di Tommy e quello di Angelica.

## Episodi
| Stagione         | Episodi | Prima TV USA | Prima TV Italia |
| ---------------- | ------- | ------------ | --------------- |
| Prima stagione   | 13      | 1991         | 1993            |
| Seconda stagione | 26      | 1992-1993    | ?               |
| Terza stagione   | 26      | 1993-1995    | ?               |
| Quarta stagione  | 15      | 1996-1997    | ?               |
| Quinta stagione  | 20      | 1998-1999    | ?               |
| Sesta stagione   | 30      | 1999-2001    | 2000-2001       |
| Settima stagione | 14      | 2001-2004    | 2004            |
| Ottava stagione  | 14      | 2001-2003    | 2004-2005       |
| Nona stagione    | 14      | 2002-2004    | 2004-2005       |

## Personaggi

### I bambini
- Thomas Malcolm "Tommy" Pickles, il protagonista: un bambino di un anno dalla testa pelata. È un bambino calmo ma coraggioso. È determinato e leale, ed ha un certo carisma. Per questo, nonostante sia il più piccolo d'età, è il leader naturale del suo gruppo di amici, che guida in avventure, piccole o grandi per lo spettatore, ma sempre grandi per dei bambini che sanno a malapena camminare. Con un cacciavite nel pannolino, aspetta che gli adulti si distraggano per aprire il recinto dei giochi ed evadere dal loro controllo: come ripete spesso "A baby's gotta do what a baby's gotta do." ("Un bebè deve fare ciò che un bebè deve fare.").
- Angelica Charlotte Pickles, la cuginetta di Tommy, 3 anni. Essendo più grande dei Rugrats, spesso li maltratta: li tiranneggia o li guarda dall'alto in basso, ama spaventarli raccontando loro di mostri o pericoli che inventa allo scopo di divertirsi alle loro spalle. È in grado di comunicare sia con gli adulti, con la lingua dei grandi, che con i "poppanti", che parlano un loro proprio linguaggio, incomprensibile ai genitori, ed usa questa capacità a suo vantaggio, per manipolare i grandi e i piccoli. Quando decide di stare al fianco degli altri bambini è lei ad assumere la guida del gruppo ma, al contrario di Tommy, in maniera dittatoriale e arrogante. Tuttavia, vuole molto bene a Tommy e ha un suo lato buono, che fa vedere quando, in un episodio, salva gli altri bambini dalle angherie di un bulletto peggiore di lei (Josh), dandogli del bamboccio. Il suo affetto più caro è Cinzia (Cynthia), una malconcia bambola, parodia della Barbie. Sembra essere il suo unico punto debole, le volte in cui l'ha persa, per ritrovarla sempre, è crollata in una disperazione, a volte isterica, a volte rassegnata. Addirittura, non si è vendicata sui bambini quando loro le hanno confessato di averla persa mettendola su una barchetta, ma si è apprestata a prepararle un degno funerale. In quell'occasione la bambola è stata riportata in casa da Spike, il cane della famiglia di Tommy. Angelica ci appare bionda con due trecce (ciascuna circondata da un grande fiocco viola), un top rosso con strisce nere sui polsini svasati, un vestito viola, calze blu e rosse a pois verdi e scarpe viola. Nei primi episodi indossava anche un pannolino. È figlia unica, e viene particolarmente viziata dai suoi genitori che assecondano quasi sempre ogni suo capriccio, per compensare le poche attenzioni che le dedicano essendo entrambi molto impegnati con i rispettivi lavori. Inoltre la madre, Charlotte, di professione amministratrice delegata, vede in maniera positiva il modo di imporsi della figlia "in una società competitiva dominata dagli uomini". Il padre, Drew, la vede sempre come la sua piccola principessa ed è restio a punirla se lei le fa gli occhi dolci. Ha un gatto bianco di nome Fluffy.
- Charles Crandall Norbert "Chuckie" Finster Jr., 2 anni circa: è il migliore amico di Tommy e lo ammira molto per il suo coraggio, anche se cerca sempre di dissuaderlo dalle avventure quotidiane in cui Tommy si caccia e coinvolge i suoi amici. Lui lo segue sebbene sia sempre spaventato e sia il "codardo" del gruppo, anche perché a rimanere da solo avrebbe ancora più paura. Proprio in queste avventure, però, può manifestare un coraggio che lui non sospetta neanche di avere. Tra le sue molte paure c'è la coulrophobia, ovvero il terrore per i pagliacci. È un bambino occhialuto, dai capelli rossi ispidi e con gli incisivi sporgenti.
- I gemellini Phillip Richard "Phil" e Lillian Marie "Lil" DeVille (chiamati anche Phil e Lil), maschio e femmina somigliantissimi, con la passione per i vermi e il fango. Poco più grandi di Tommy, sono due fratelli molto uniti, ma possono litigare spesso. Per la prima parte della serie saranno i soli a non essere figli unici, perciò conoscono i problemi legati alla convivenza. Mentre i maschietti della serie sono tutti un po' bruttini, Phil, pressoché identico alla sorella ha un viso paffuto e carino. I gemellini hanno occhi allungati (non "a palla" come quelli degli altri), guanciotte piene, la testa liscia e pelata, con un folto ciuffo. Si distinguono dal fiocchettino rosa che Lilian ha sulla testa e dal fatto che sotto il grembiulino, che è identico per entrambi, Phil indossi un paio di braghette azzurre e scarpette dello stesso colore, mentre Lil mostra il pannolino scoperto e scarpette rosa. Inoltre nella maggior parte degli episodi Lil è disegnata con i lobi delle orecchie, che non si notano in Phil. In un episodio si liberano dei vestiti per emulare Tommy che ha scoperto il piacere di non portare nulla addosso; dalla loro reazione sorpresa e quasi scandalizzata si intuisce che non erano consci fino ad allora che, nonostante la somiglianza, il corpo dell'uno e dell'altra avesse qualcosa di profondamente diverso.

Con il passare del tempo la serie si è arricchita di ulteriori personaggi:
- Susanna Yvonne "Susie" Carmichael, nuova vicina di casa, primo protagonista afroamericano della serie. Rispetto agli altri personaggi ha quella saggezza che solo l'età è in grado di darti: è una ragazzina della stessa età di Angelica (3 anni), ma a differenza di lei, è molto gentile con gli altri bambini e spesso li difende dalle sue prepotenze. Anche lei può parlare sia con gli adulti che con i suoi amichetti più piccoli, ma non si serve di questa capacità per avere la meglio sugli altri. Quando si trova in missione con gli altri Rugrats non si sovrappone al ruolo di capo che è di Tommy, ma sa dargli buoni consigli. Con Angelica alterna momenti di amicizia ad altri di competizione.
- Dylan Prescott "Dil" Pickles (Dil), fratello minore di Tommy, fa la sua apparizione nel primo lungometraggio. Piange molto e molto forte, non si rende pienamente conto delle sue azioni e ama appropriarsi dei giocattoli di Tommy. Essendo neonato, si esprime solo con versetti e pianti, e non parla il linguaggio degli altri protagonisti, che così non possono comprenderlo. All'inizio gli altri bambini non lo sopportano, così Phil e Lil, pensando di fare un favore a tutti, decidono di riportarlo indietro "allo speciale" (l'ospedale).
- Kimi, nuova sorellastra di Chuckie. Giapponese, incontra i nostri eroi nel secondo film, a Parigi, dove al padre di Tommy viene richiesta collaborazione per i macchinari di un parco a tema sul dinosauro Reptar. La madre di Kimi lavora come assistente della direttrice del parco di divertimenti, la quale, per interesse, cercherà di sposare il padre di Chuckie. Dopo che i bambini avranno mandato all'aria le trame della direttrice, la madre di Kimi e il padre di Chuckie capiranno di essere fatti l'uno per l'altra, e decideranno di sposarsi.

### Gli adulti
- Stuart Louis "Stu" Pickles: Il padre di Tommy e Dil, nonché fratello di Drew. Marito di Dee Dee, è uno strambo inventore di giocattoli che ama profondamente il suo lavoro e la sua famiglia. In un episodio della serie addirittura lo si sentirà acquisire la capacità di comunicare con i bambini dovuto ad un forte trauma da caduta che lo aveva fatto regredire mentalmente all'infanzia.
- Diane "Dee Dee" Kropotkin Kerpackter-Pickles: Madre di Tommy e Dil e moglie di Stu. Fa l'insegnante part-time in una high school. Come il piccolo Chuckie Finster, anche lei soffre di coulrofobia. Ha origini russe, ebree ed statunitensi, dal momento che i suoi genitori sono ebrei russi, e forse anche lei potrebbe essere nata in Russia.
- Louis Kalhern "Lou" "Nonno" Pickles II: Il nonno di Tommy, Dil e Angelica nonché padre di Stu e Drew. Vive con la famiglia di Stu e Tommy e gli altri bambini stravedono per lui. Alle volte gli viene chiesto di badare ai bimbi, ma viene così preso dalla televisione o cade vittima della narcolessia in modo tale che i bambini spariscano. Fortunatamente, alla fine di ogni loro avventura, il nonno si risveglia e li trova tranquilli in casa.
- Andrew Louis "Drew" Pickles: Padre di Angelica, zio di Tommy e fratello maggiore di Stu, Andrew è un broker benestante. Sposato con Charlotte, a volte battibecca con il fratello minore Stu per questioni da niente, in primis su chi dei due sia stato il figlio perfetto e il preferito dei genitori. Quando si rivolge alla figlia Angelica, la chiama "Principessa".
- Charlotte Christyan Sillia Adelaide McSell Pickles: La madre di Angelica, zia di Tommy e moglie di Drew. Una manager di successo sempre oberata di lavoro, cerca di essere una buona madre ma il suo cammino viene sempre intralciato da questioni di affari (la si vede sempre parlare al cellulare). Molte volte negli episodi la si sente parlare con un certo "Jonathan", suo collaboratore.
- Elizabeth "Betty" DeVille: La madre dei gemelli Phil & Lil e moglie di Howard. Una femminista ed attivista convinta, aiuta a mantenere il Java Lava Coffee House assieme a Chaz Finster.
- Howard "Howie" DeVille: Il padre di Phil & Lil, nonché marito di Betty. È un uomo abbastanza timido e perbene, un padre premuroso e a volte schiavizzato dalla moglie Betty.
- Charles Norbert "Chaz" "Chazz" Finster, Sr.: Il padre di Chuckie. Vedovo, lavora come procuratore. Un uomo abbastanza calmo e pacifico, che nel tempo libero ama ascoltare cd di musica balcanica. Da lui Chuckie ha ereditato la voce particolare ed anche la coulrofobia, visto che alla fine di un episodio si rivela che anche Chaz ne soffre. Nel secondo lungometraggio della serie sposerà Kira e diventerà così il patrigno di Kimi. In un episodio intitolato "La Magnifica Vita di Chuckie", invece, si vede cosa sarebbe potuto succedere se Chuckie non fosse mai nato: Chaz sarebbe letteralmente impazzito e avrebbe iniziato a parlare con un pupazzo ricavato da un vecchio calzino.
- Boris Kropotkin e Minka Kerpackter: Genitori ebrei (Boris è addirittura raffigurato con la kippah in testa) di Didi e di suo fratello Ben. Immigrati dell'Europa dell'Est, a volte (soprattutto Boris) rimpiangono la vita del "Vecchio Continente". Boris inoltre fa da babysitter ai bambini quando nonno Lou sta fuori la notte.

## Doppiaggio
| Personaggio                                        | Doppiatore originale                                        | Doppiaggio italiano Junior TV                        | Doppiaggio italiano Italia 1 |
| -------------------------------------------------- | ----------------------------------------------------------- | ---------------------------------------------------- | ---------------------------- |
| Tommy Pickles                                      | Elizabeth Daily Tami Holbrook (solo ep. pilota)             | Renata Bertolas                                      | Maura Cenciarelli            |
| Angelica Pickles                                   | Cheryl Chase                                                | Renata Bertolas                                      | Monica Ward                  |
| Chuckie Finster                                    | Christine Cavanaugh (ep. 1-145) Nancy Cartwright (ep. 146+) | Angiolina Gobbi                                      | Tatiana Dessi                |
| Philip "Phil" DeVille                              | Kath Soucie                                                 | Lella Carcereri                                      | Paola Majano                 |
| Lilian "Lil" DeVille                               | Kath Soucie                                                 | Lella Carcereri                                      | Ilaria Latini                |
| Susie Carmichael                                   | Cree Summer                                                 |                                                      | Laura Latini                 |
| Dillon "Dil" Pickles                               | Tara Strong                                                 |                                                      | Barbara Pitotti              |
| Kimi Finster                                       | Dionne Quan                                                 |                                                      | Deborah Ciccorelli           |
| Stuart "Stu" Pickles                               | Jack Riley                                                  | Diego Sinigaglia                                     | Angelo Maggi                 |
| Diane "Dee Dee" Kropotkin Kerpackter-Pickles       | Melanie Chartoff                                            | Angiolina Gobbi                                      | Alessandra Grado             |
| Louis Kalhern "Lou" "Nonno" Pickles II             | David Doyle (ep. 1-83) Joe Alaskey (ep. 84+)                | Walter Peraro                                        | Mario Milita                 |
| Andrew "Drew" Pickles                              | Michael Bell                                                | Guido Bettali (1^ voce) Maurizio Salvalaio (2^ voce) | Ambrogio Colombo             |
| Charlotte Chrystian Sillia Adelaide McSell Pickles | Tress MacNeille                                             |                                                      | Gabriella Borri              |
| Elizabeth "Betty" DeVille                          | Kath Soucie                                                 |                                                      | Stefanella Marrama           |
| Howard "Howie" DeVille                             | Phil Proctor                                                |                                                      | Oliviero Dinelli             |
| Charles Norbert "Chaz" "Chazz" Finster, Sr         | Michael Bell                                                |                                                      | Fabrizio Picconi             |
| Boris Kropotkin                                    | Michael Bell                                                | Martino Consoli                                      | Goffredo Matassi             |
| Minka Kerpackter                                   | Melanie Chartoff                                            | Angiolina Gobbi                                      | Francesca Palopoli           |
| Randy Carmichael                                   | Ron Glass                                                   |                                                      | Stefano Mondini              |
| Lulu Pickles                                       | Debbie Reynolds                                             |                                                      | Graziella Polesinanti        |
| Kira Finster                                       | Julia Kato                                                  |                                                      | Antonella Baldini            |
| Taffy                                              | Amanda Bynes                                                |                                                      |                              |
| Mr. Mucklehoney                                    | Michael Bell                                                | Riccardo Rovatti                                     |                              |

## Spinoff
La serie ha avuto alcuni spin-off. I titoli in inglese sono: 
- I Rugrats da grandi (All Grown Up!), mandato in onda dal 12 aprile 2003 fino al 25 novembre 2006 sulla rete televisiva Nickelodeon. Lo spin-off parla dei Rugrats in età scolare, alle prese con problemi quotidiani con la scuola e i professori;
- Angelica and Susie's Pre-School Daze, che narra le vicende di Angelica e Susie nei loro primi giorni di scuola.

## Film
Sono stati creati ben 3 film con protagonisti i Rugrats. I titoli in inglese sono:
- Rugrats - Il film: trasmesso anche da Rai 2, vede i Rugrats, alle prese con sentimenti e conflitti interiori causati il più delle volte da Dil, il fratellino appena nato di Tommy; "protagonista speciale" del film è un enorme Dinosauro-robot, a bordo del quale i Rugrats affronteranno mille peripezie;
- I Rugrats a Parigi - Il film: noto anche come Rugrats in Paris: The Movie - Rugrats II, narra le avventure dei Rugrats, con il decisivo contributo di Angelica, a Parigi;
- I Rugrats nella giungla: il film parla dei Rugrats "versione selvaggia" che infatti approderanno su un'isola apparentemente deserta, dopo che la barca dove stavano viaggiando è affondata. I Rugrats faranno amicizia con simpatici amici un po' selvaggi, i Thornberry, protagonisti di un'altra serie Nickelodeon. Novità importante, si sente per la prima volta parlare Spike. Infatti Eliza Thornberry, protagonista della serie La famiglia della giungla possiede la capacità di dialogare con gli animali e, incontrato il cane dei Pickles nella foresta, lo aiuterà nella ricerca dei bambini. Per l'occasione, l'umano che ha prestato la sua voce al fedele quadrupede è stato Bruce Willis. Il film è un seguito dei precedenti lungometraggi dei Rugrats, ma anche di La famiglia della giungla, film tratto dalla serie dei Thornberry.

## Reboot
È stata confermata per il 2021 una serie televisiva con lo stesso nome, che funge da reboot. Dal cast originale torneranno Melanie Chartoff, Nancy Cartwright e Cheryl Chase nei ruoli di Didi, Chuckie e Angelica, mentre Michael Bell e Phil Proctor non torneranno nei ruoli di Chas, Drew e Howard, Tara Strong, la doppiatrice di Dil, insieme alla produzione, hanno confermato che il personaggio non comparirà nella prima stagione, composta da 26 puntate. Le prime immagini del reboot sono state mostrate il 14 ottobre 2020. Il 18 marzo 2021, viene rivelato l'intero cast vocale, dove solo i bambini avranno le loro voci storiche, inclusa Kath Soucie, che doppierà solo Phil e Lil DeVille, mentre il cast degli adulti viene completamente cambiato, La messa in onda della prima stagione è prevista nel corso del 2021. In Italia, andrà in onda nel corso del 2022 su Paramount+, anch'esso con lo stesso cast italiano del secondo doppiaggio.